# 埃爾米拉 (密歇根州)
埃爾米拉（英語：Elmira）是位於美國密歇根州安特里姆縣沃納鎮區及奧齊戈縣埃爾米拉鎮區的一個非建制地區。

## 地理
埃爾米拉所處的海拔為高於海平面379米（即1243英呎），而該地所採用的時區為UTC-5，即北美东部時區（EST）。同時該地設有夏令時間，為UTC-5調快一小時，即UTC-4（EDT）。